# Сотіріос Атанасопулос
Сотіріос Атанасопулос (грец. Σωτήριος Αθανασόπουλος) — грецький спортивний гімнаст, срібний призер літніх Олімпійських ігор 1896 в Афінах.
Сотіріос Атанасопулос був капітаном команди гімнастичного союзу Панеллініос, яка посіла друге місце у змаганнях з командних брусів. У складі цієї команди також виступав олімпійський чемпіон Ніколаос Андріакопулос, а також Петрос Персакіс, Томас Ксенакіс. Більше Сотіріос Атанасопулос не брав участі в жодних спортивних змаганнях.